# Masaaki Shirakawa
Masaaki Shirakawa (白川 方明, Shirakawa Masaaki) est un économiste, le 30e gouverneur de la Banque du Japon et un professeur à l'université Aoyama Gakuin. Il est également directeur et vice-président de la Banque des règlements internationaux.

## Enfance
Shirakawa est né à Fukuoka. En 1972, il reçoit un diplôme B.A. à l'Université de Tokyo. En 1977, il obtient une maîtrise en économie à l'université de Chicago.

## Carrière
Shirakawa rejoint la Banque du Japon en 1972. Ses diverses missions à la banque comprennent une période en tant que directeur général à la succursale d'Ōita. Pendant un certain temps, il était directeur général pour les Amériques aux bureaux de la banque à New York. Shirakawa rejoint la faculté de l'école supérieure des politiques publiques à l'université de Kyoto en 2006. Il retourne à la Banque du Japon en 2008. Sa nomination au poste de gouverneur de la Banque est approuvée le 9 avril 2008. Masaaki est classé par Newsweek comme étant le 6e homme le plus puissant du monde par Newsweek avec les triumvirs économiques Ben Bernanke (4e) et Jean-Claude Trichet (5e).
Le mandat de Shirakawa est de « répondre aux changements de circonstances de manière souple et opportune » d'une manière qui puisse contribuer à la croissance et au développement durables du Japon. En d'autres termes, cela signifie que le rôle du chef de la Banque du Japon est d'assurer la stabilité des prix au Japon et d'assurer la stabilité du système financier. Il est membre du Group of Thirty.
En 2013, il accepte un poste de professeur à l'université Aoyama Gakuin.

## Travaux
Dans un aperçu statistique dérivé des écrits de et sur Masaaki Shirakawa, OCLC et WorldCat englobe plus de 10 œuvres dans plus de 20 publications en 3 langues et plus de 110 fonds documentaires.